# Базар (Чортківський район)

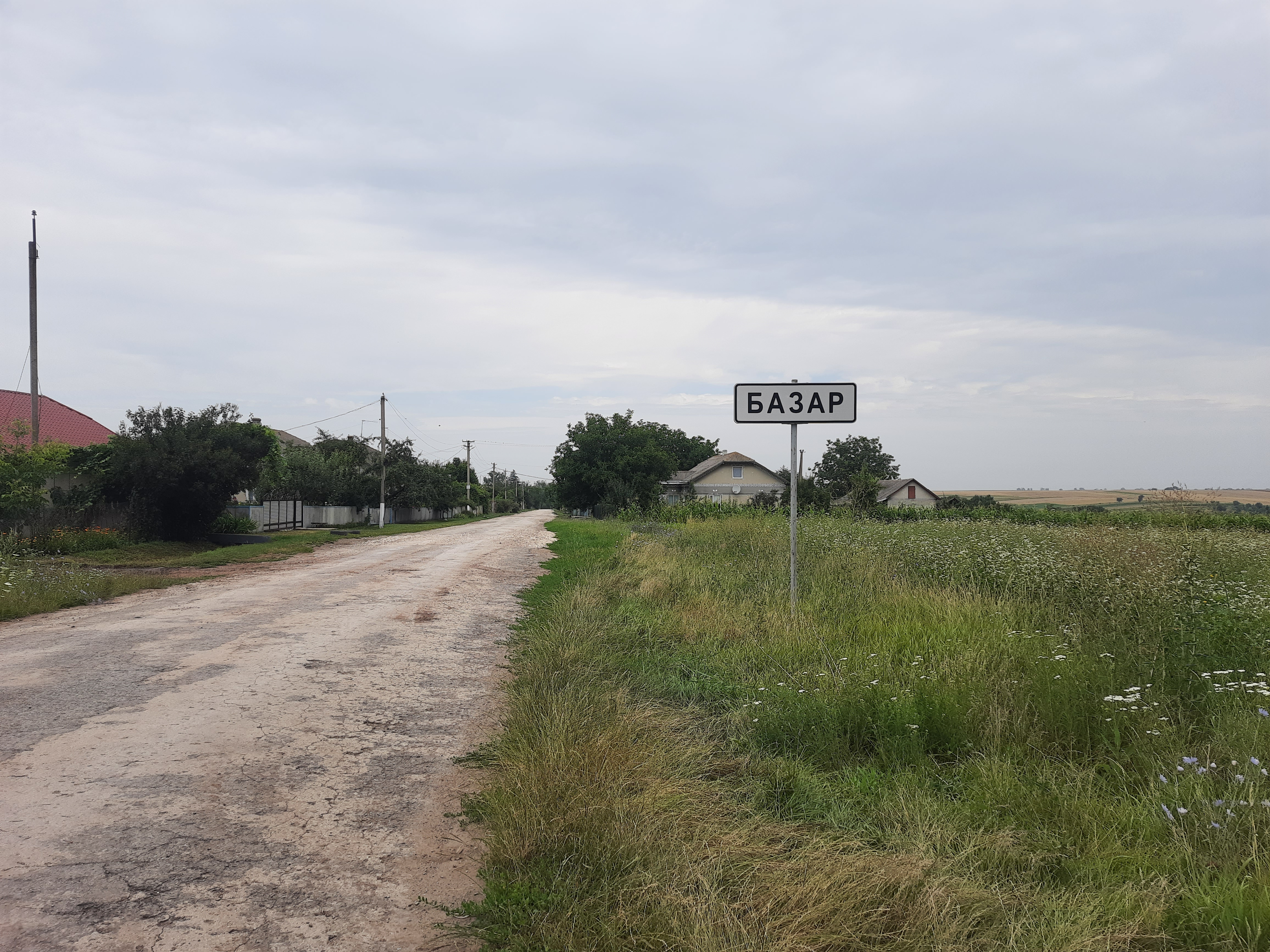
Дорожній знак при в'їзді в село

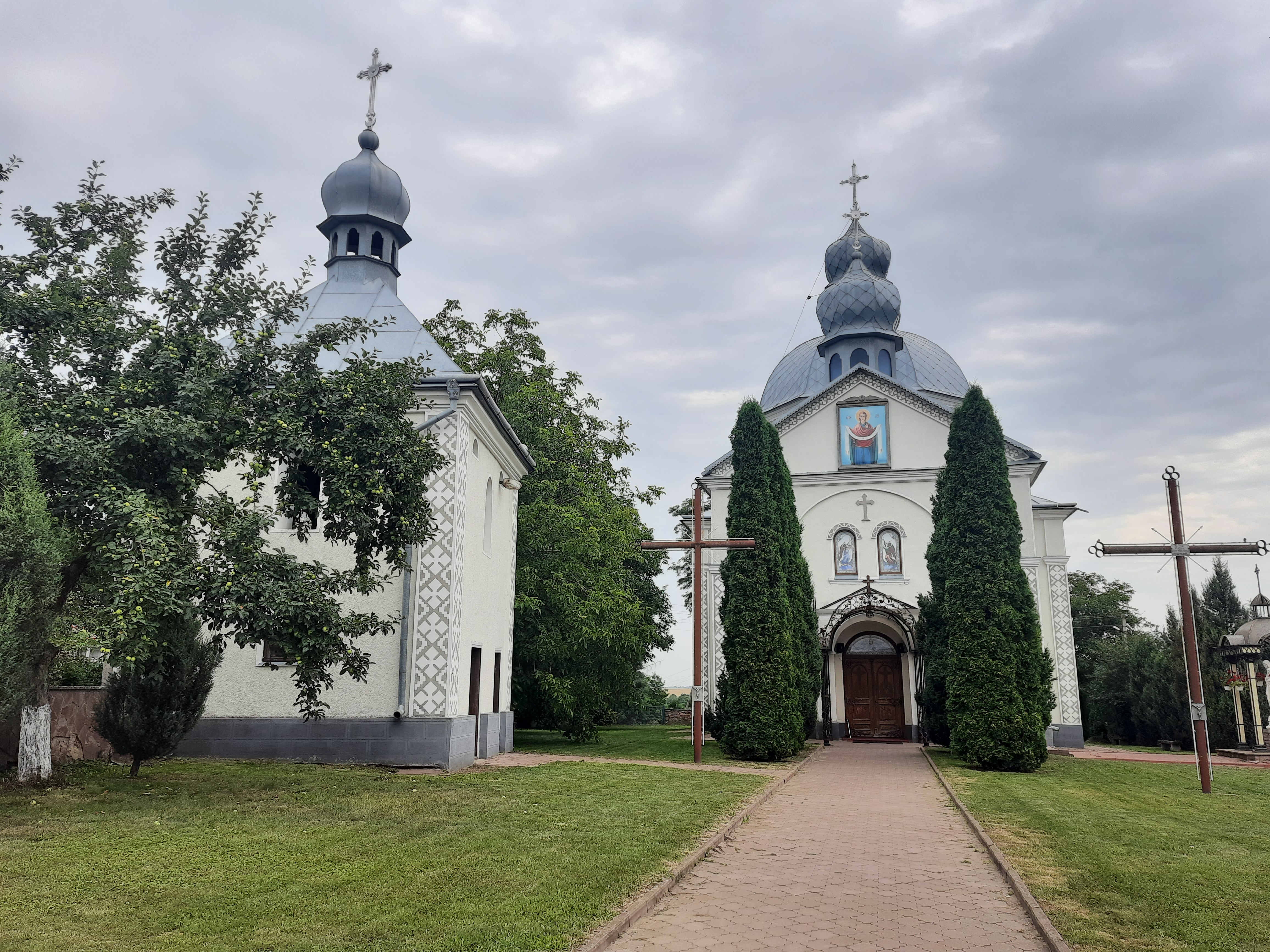
Церква Покрови Пресвятої Богородиці

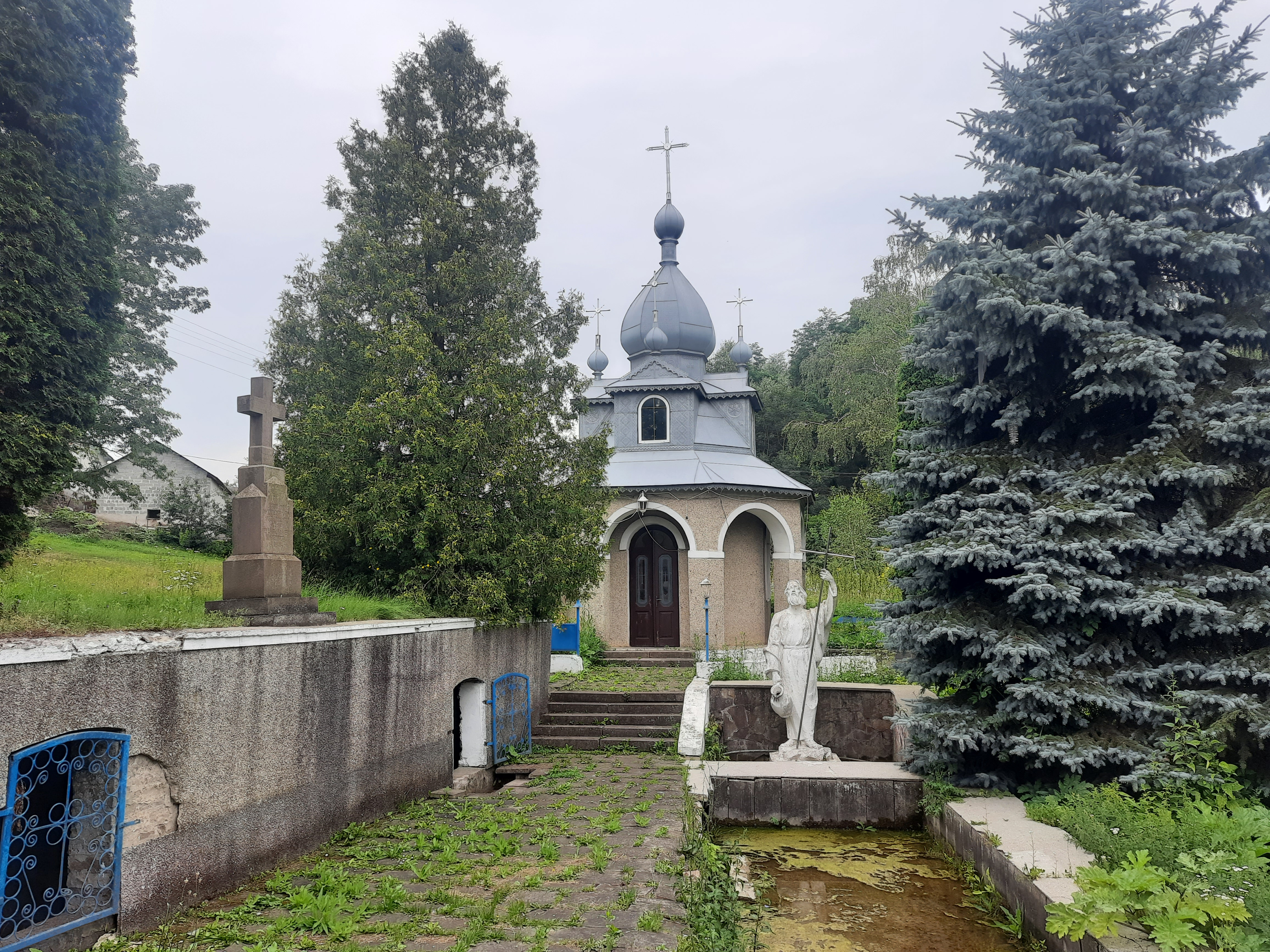
Джерело «Червона криниця»

База́р — село в Україні, Тернопільська область, Чортківський район, Білобожницька сільська громада.

## Назва
Село вперше згадується з часів XVI століття під назвою Митниця, згодом — під назвою Базар, від 1632 року. Точну дату заснування села достеменно невідомо. Фахівці припускають, що поселення виникло ще в додержавну добу слов'ян.
За переказами, на горішньому фільварку була фортеця, у якій жителі села ховалися від ворогів. З одного боку захищали непрохідні болота та порослі трави, звідки й пішла назва «Травна», з другого боку між Буряківкою і Базаром тягнулися вздовж берегів річки Джурин «Ставища». Колись там були стави, котрі після знищення лісів навколо зникли так само як і став біля Червоної криниці.

## Розташування
Розташоване на берегах річки Джурин (ліва притока Дністра), за 27 км від районного центру та 11 км від найближчої залізничної станції Джурин.
Територія — 3,22 кв. км. Дворів — 303.

## Історія

### Давні часи
Розкопки, якій у 1912 р. провів чеський спеціаліст доктор Гадачек, через свою незавершеність остаточної відповіді про час виникнення села не дали.
У княжі часи (X—XI століття) тут уже існувало поселення. Про це свідчать могильники, розкопані у 1926 р.
В одному з них знайдено римські монети, а в другому — поховання у кам'яних домовинах воїнів, одягнених у кольчуги з мечами, що є свідченням високого статусу загиблих. Тоді ж знайдені артефакти було вивезено до музею у Кракові (Польща), подальша їх доля невідома.

### Середньовіччя
В 1785 р. у селі проживали 634 українців і 75 поляків.

### XX століття
Відомо, що 1902 р. велика земельна власність належала Марії Богуцькій.
За статистикою, у селі 1900 р. — 2009 жителів, 1910—2059, 1921—1714, 1931—2166 жителів; у 1921 р. — 352, 1931—482 двори.
Перед Першою світовою війною у Базарі римо-католиків — 8 відсотків мешканців села, за Польщі тут заснували колонію з 40 дворів.
У 1918 р. комісар села — Олекса Гулей, 1919 р. — Ілько Кащук.
Функціонувала філія Львівського товариства охорони військових могил (керівник Данило Мотуз), на обліку в якій було 60 могил.
Під час пацифікації (1930) польські улани знищили кооперативу та побили деяких жителів.
Після приходу у 1939 р. радянської влади всіх колоністів із села виселили у Сибір.
Протягом 1939—1941 рр. у Чортківській тюрмі органи НКВС розстріляли мешканців села Івана та Степана Мазурів.
В Уманській тюрмі на Черкащині — Василя Барана, Івана Боднара, Івана Дудку, Григорія Кріля.
Під час німецької окупації жителя села Петра Матвіїва замордували у нацистському концтаборі Освенцим.
Під час німецько-радянської війни загинули або пропали безвісти у Червоній армії 129 осіб села Базар:
- Іван Андріящук (нар. 1918),
- Іван Андрусик (нар. 1912),
- Іван Баран (нар. 1923),
- Максим Баран (нар. 1896),
- Михайло Баран(нар. 1910),
- Онуфрій Баран (нар. 1904),
- Петро Баран (нар. 1913),
- Степан Баран (нар. 1908),
- Федір Баран (нар. 1908),
- Василь Бариський (нар. 1912),
- Микола Бариський (нар. 1914),
- Іван Бобовський (нар. 1918),
- Василь Боднар (нар. 1907),
- Євстахій Божаківський (нар. 1912),
- Василь Боровський (нар. 1908),
- Данило Босяк (нар. 1908)

За роки комуністичного режиму репресовано та вбито 114 місцевих мешканців, з них члени ОУН і УПА:
- Василь Андрусик,
- Михайло Баб'юх,
- Іван Васильович Баран,
- Іван Якович Баран,
- Іван Боднар,
- Олекса Букалюк,
- Василь Голик,
- Микола Деременда,
- Микола Дивоняк,
- Микола Дріль,
- Василь Ільницький,
- Михайло Ільницький,
- Василь Кріль,
- Данило Мазур,
- Іван Мазур,
- Микола Мазур,
- Петро Матвіїв,
- Василь Паламарчук,
- Василь Смітюк,
- Михайло Смітюх,
- Іван Сенюк,
- Микола Стефанишин,
- Василь Тивоняк,
- Іван Тивоняк,
- Марія Тивоняк,
- Дмитро Трубчак,
- Данило Чекалюк,
- Микола Червоняк,
- Олекса Шевчук.

З 26 листопада 2020 року Базар належить до Білобожницької сільської громади.
12 червня 2020 року, відповідно до розпорядження Кабінету Міністрів України № 724-р «Про визначення адміністративних центрів та затвердження територій територіальних громад Тернопільської області» увійшло до складу Білобожницької сільської громади.
19 липня 2020 року, в результаті адміністративно-територіальної реформи та ліквідації Чортківського району (1940—2020), увійшло до складу новоутвореного Чортківського району.

## Освіта
За Австро-Угорщини діяли: 2-класна школа з українською мовою навчання і польською як предметом, за Польщі — 3-класна утраквістична (двомовна) школа.
Нині діє Базарська загальноосвітня школа І-ІІІ ступенів.

## Релігія
- церква Покрови Пресвятої Богородиці (УГКЦ; кам'яна; 1990)

У селі є капличка (1995).

## Пам'ятки
- «Червона криниця» (0,42 га) — п'ять джерел, що витікають із-під пластів червоного пісковику, (одна із версій походження назви джерел) У 1995 році споруджено каплицю, два фонтани, один з яких — з «фігурою» Івана Хрестителя, джерела мають лікувальні властивості і отримали статус гідрологічної пам'ятки природи.

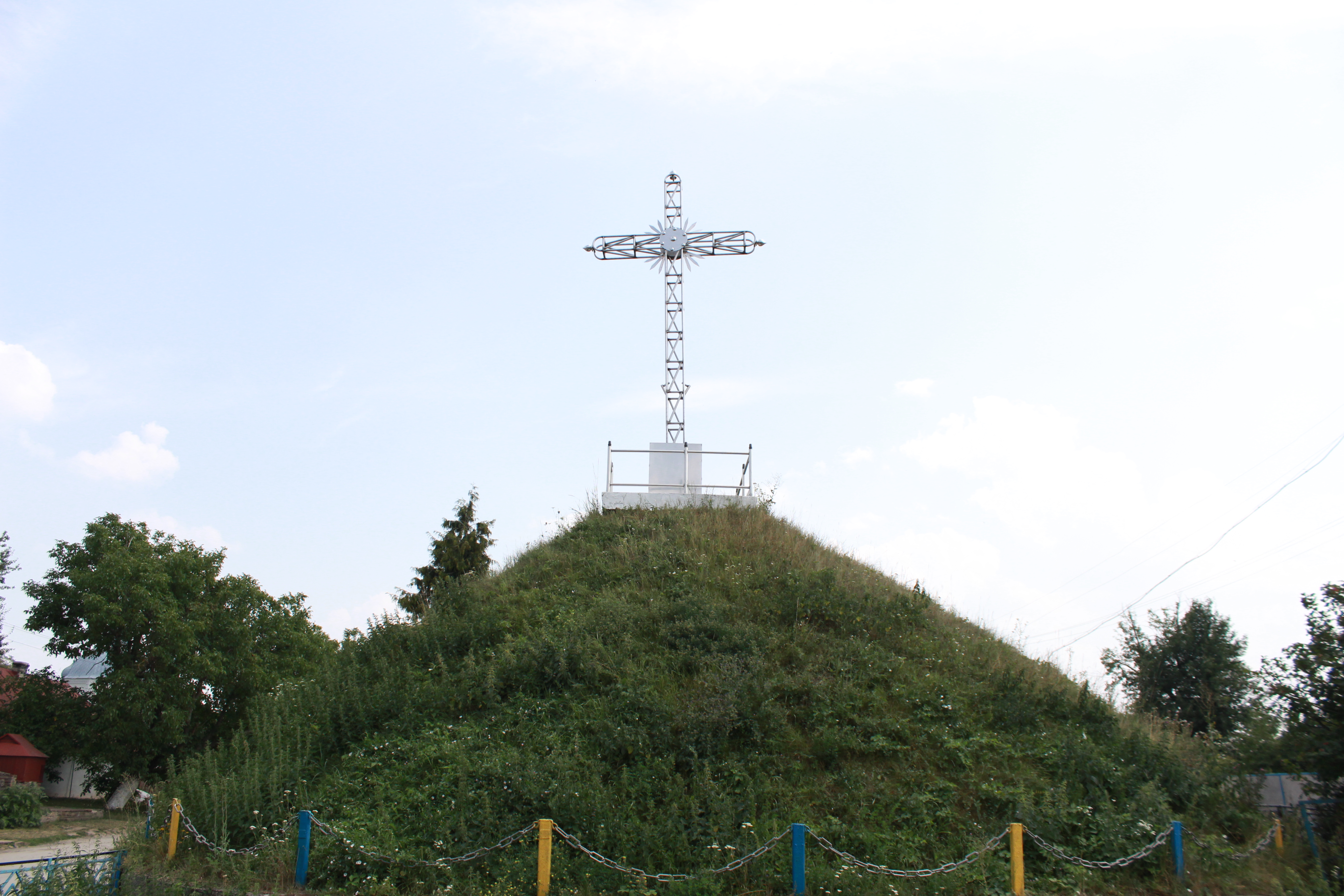
Могила Борцям за волю України

У 1992 р. насипано символічну могилу Борцям за волю України.
Споруджено:
- відновлена скульптура Архістратига Михаїла (2012), знищену за більшовицької влади.
- пам'ятник полеглим у німецько-радянській війні воїнам-односельцям (1976);
- встановлено
  - хрест на честь битви австрійської армії (в якій воювали місцеві жителі) з французами (1815);
  - хрест на честь скасування панщини (1848);
  - пам'ятник Борцям за волю України (встановлений 1936, зруйнований 1944, відновлений 2012);
  - «фігура» Івана Хрестителя.

## Населення
| 2009 | 2059 | 1714 | 2166 | 779 | 718 |

## Соціальна сфера, господарство
У 1885 р. засновано читальню «Просвіти» з бібліотекою, спортивно-рухове молодіжне товариство «Січ», згодом «Сокіл», у якого був малиновий прапор, що зберігали в церкві.
В 1924 р. зведено читальню «Просвіти», функціонували бібліотека, аматорський драматичний гурток, мішаний хор, духовий оркестр.
Протягом 1920–1930-х рр. діяли філії товариств «Просвіта», «Луг», «Союз Українок», «Рідна школа», «Сільський господар" Також діяли кредитна спілка «Поміч», кооператив «Громада», молочарня.
В селі працювали: цегельня, що належала до «Кулко рольніче»(пол. Kółko rolnicze), «Дом Людови» (пол. Dom ludowy), два млини, приватна олійня.
У 1940 р. примусово створено колгосп, який відновив свою діяльність у 1948 р.
Після війни у селі відновив роботу колгосп, також розвивалися рільництво і тваринництво, закладені фруктові сади, працювали млин та цегельний завод. При клубі діяв хор, який з успіхом виступав у Чорткові, Тернополі, Львові, Чернівцях.
Нині працюють: будинок культури, бібліотека, дитячий садок, відділення пошти,  амбулаторія загальної практики та сімейної медицини, три заклади торгівлі, цегельний завод, млин, футбольна команда «Галичина», стадіон.

## Населення
| 718 |

### Мовні особливості
У селі побутує говірка наддністрянського говору. До «Наддністрянського регіонального словника» внесено такі слова та фразеологізми, вживані у Базарі:
- бачавно (держак батога),
- бурачанка (гичка буряків),
- варовитий (ледачий),
- в'єз (поперечка в санях, що з'єднує копила),
- вобманник (ошуканець),
- вучкур (очкур),
- єглиця (поперечна планка в бороні),
- жабрин (жабуриння),
- зизовокий (косоокий),
- змолоцик (молотник),
- ковбан (колода, на якій рубають дрова),
- лейбик (короткий жакет),
- лиґати (ковтати),
- пасклинь (клин коси),
- пила-трачка (пилка, якою ріжуть колоди на дошки),
- пінка (польова мурашка),
- посмич (передня перекладина в бороні),
- рикати (ревіти, про корову),
- рожен (держак мітли),
- санка (полоз у санях),
- сорокатий (рябий),
- трачовинє (тирса),
- фасолєнка (бадилля квасолі; також місце, де росла квасоля),
- форштекіль (деталь воза),
- хабуз (хмиз),
- цукрівка (сорт квасолі),
- шпроц (рогатка).

## Відомі люди
- Тома Баревич — посол Райхсрату[9] русинського (українського) походження, директор гімназій у Дрогобичі та Самборі, не терпів усього українського[10]
- Володимир Маланчук (1904—1990) — єпископ УГКЦ, перший апостольський екзарх для українців греко-католиків у Франції (1960—1982), редемпторист;
- Іван Тивоняк (1905—1990) — громадський діяч;
- Ганна Тиховліс (нар. 1955) — правник, літератор, громадська діячка.
- Василь Махно (нар. 1964 у Чорткові, мешканець Нью-Йорка з 2000 р.), — плодовитий український письменник, громадський діяч, кандидат наук.
- Любомир Царик (народжений у 1955 році, навчався та проживав у с.Базар., мешканець м.Тернополя) - науковець, громадський діяч, доктор наук.

## У літературі
Про село видано книги:
- «Погляд крізь сльози і ґрати» видав (1997) І. Гулей.І.
- І. Гулей та М. Мотуз випустили книгу «Базар: історія села — травинка, що пробилася крізь бетон» (2005).